# Numberphile
Numberphile er en edutainment Youtubekanal, der indeholder emner inden for matematik. I begyndelsen omhandlede hver video et bestemt tal, men emnerne er siden blev udvidet, og nogle videoer indeholder mere avancerede matematiske koncepter som Fermats sidste sætning eller Riemann-hypotesen. Kanalen havde i april 2020 over 3,2 abonnenter og over 479.000.000 visninger.
Videoerne bliver produceret af Brady Haran, der tidligere har arbejdet på BBC som videojournalist og er skaber af Periodic Videos, Sixty Symbols og flere andre YouTube-kanaler. Videoerne på kanalen indeholder adskillige universitetsprofessorer, matematikformidlere og berømte matematikere.
I 2018 udgav Haran en spin-off podcast med titlen The Numberphile Podcast.

## Medvirkende
De medvirkende på kanalen er en række matematikere, ataloger, videnskabsfolkd og videnskabsskribenter inklusive:
- Federico Ardila[4]
- Alex Bellos
- Elwyn Berlekamp
- Andrew Booker
- Timothy Browning
- Brian Butterworth
- John Conway
- Ed Copeland
- Tom Crawford [5]
- Zsuzsanna Dancso[6]
- Persi Diaconis
- Rob Eastaway
- Laurence Eaves
- David Eisenbud
- Edward Frenkel
- Hannah Fry
- Lisa Goldberg
- James Grime
- Ron Graham
- Edmund Harriss[7]
- Gordon Hamilton[8]
- Don Knuth
- Holly Krieger
- James Maynard
- Barry Mazur
- Steve Mould
- Colm Mulcahy
- Tony Padilla[9]
- Simon Pampena[10]
- Matt Parker
- Ken Ribet
- Tom Scott
- Henry Segerman[11]
- Carlo H. Séquin
- Jim Simons
- Simon Singh
- Neil Sloane
- Ben Sparks
- Katie Steckles[12]
- Clifford Stoll
- Terence Tao
- Tadashi Tokieda
- Mariel Vázquez
- Cédric Villani[13]
- Zvezdelina Stankova